# Морелия (теленовела)
„Морелия“ (на испански: Morelia) е мексиканска теленовела от 1995 г., режисирана от Грацио Д'Анджело и Андрей Синка, и продуцирана от Хосе Енрике Крусият и Мария Елена Крусият за Телевиса. Историята е базирана на венецуелската теленовела La Zulianita от 1976 г., създадена по оригиналната история от Делия Фиайо.
В главните роли са Алфа Акоста и Артуро Пениче, а в отрицателната - Сесилия Болоко. Специално участие вземат Лупита Ферер и Еухенио Кобо.

## Сюжет
Морелия Солорсано е млада жена от село в щата Мичоакан. Морелия губи човек, когото смята за баща, но той умира без да ѝ разкрие нейния истински произход. В същото време, собственик на земя от селото започва постоянно да тормози Морелия, което я принуждава да замине за Съединените щати, като оставя майка си и брат си, Бето.
Морелия пристига в Маями без пари и място за престой, така че трябва да работи като сервитьорка в нощен клуб, за да оцелее. На първия си ден на работа, Ле Бланк, нагъл клиент, ѝ прави непристойни предложения и Морелия реагира с ярост, удряйки му шамар. За да си отмъсти, Ле Бланк я обвинява в кражба на портфейла му, но благодарение на намесата на адвоката Карлос Монтеро, тя е спасена от затвора, но губи работата си.
Скоро след това, Морелия започва да работи като прислужница в дома на семейство Кампос Миранда, където се запознава с най-големия син, Хосе Енрике. Двамата се влюбват, но всички се противопоставят на връзката им, особено Карина Лафонтен, годеницата на Хосе Енрике.

## Актьори
Част от актьорския състав:
- Алфа Акоста – Морелия Солорсано Риос / Морелия Монтеро Итурбиде / Аманда Уейс
- Артуро Пениче – Хосе Енрике Кампос Миранда
- Сесилия Болоко – Карина Лафонтен Смит де Монтеро
- Лупита Ферер – Офелия Кампос Миранда де Сантибаниес
- Хорхе Салинас – Алберто Солорсано Риос
- Салвадор Пинеда – Федерико Кампос Миранда
- Серхио Басаниес – Луис Кампос Миранда
- Ерминия Мартинес – Антония Итурбиде Пиментел вдовица де Кампос Миранда
- Норма Сунига – Мерседес
- Ракел Монтеро – Хулиета Смит вдовица де Лафонтен
- Хавиер Алберди – Густаво Сантибаниес
- Одалис Гарсия – Кралицата
- Еухенио Кобо – Артуро Солорсано
- Ана Марго – Кика

## Премиера
Премиерата на Морелия е на 29 май 1995 г. по Canal de las Estrellas. Последният 235. епизод е излъчен на 19 април 1996 г.

## Адаптации
- Теленовелата La Zulianita (1977), продуцирана за Venevisión, с участието на Лупита Ферер, Хосе Бардина и Чело Родригес.
- Теленовелата María de nadie (1986), продуцирана за Crustel S.A., с участието на Гресия Колменарес и Хорхе Мартинес.
- Теленовелата Maribel (1989), продуцирана за Venevisión, с участието на Татяна Капоте и Луис Хосе Сантандер.
- Теленовелата Убежище за любовта (2012), продуцирана за Телевиса, с участието на Сурия Вега и Габриел Сото.